# Phreatia monticola
Phreatia monticola är en orkidéart som beskrevs av Rudolf Schlechter. Phreatia monticola ingår i släktet Phreatia och familjen orkidéer.

## Underarter
Arten delas in i följande underarter:
- P. m. minor
- P. m. monticola